# Thalasse
Thalasse (Ve siècle) ou Thalaise (Talasius en latin) fut évêque d'Angers ; c'est lors de son ordination épiscopale que se déroula le concile d'Angers en 453, présidé par Eustochius (Eustache de Tours), métropolitain de la province.